# Дунайський біосферний заповідник
Дуна́йський біосфе́рний запові́дник — самостійна природоохоронна та науково-дослідна установа. Більша частина території Дунайського біосферного заповідника (далі ДБЗ) розташована у північно-східній частині дельти Дунаю в межах України в околицях м. Вилкове, Ізмаїльського району Одеської області. На сході ДБЗ межує з Чорним морем, а на півдні — з Румунією. Складовими природно-територіальними частинами ДБЗ є вторинна (морська) дельта Кілійського рукава, Жебриянське пасмо, Стенцівсько-Жебриянівські плавні (СЖП) та острів Єрмаків. Окрім того Указом Президента України № 117/2004 від 2 лютого 2004 р. до складу ДБЗ увійшли досить автономні території — верхів'я оз. Сасик та Джантшейський лиман. Загальна площа ДБЗ разом з протоками, внутрішніми водоймами, 2-х кілометровою смугою акваторії Чорного моря та включеними у 2004 році ділянками становить 50252,9 га. Рішенням Міжнародного координаційного комітету програми ЮНЕСКО «Людина і біосфера» від 9 грудня 1998 р. заповідник включений до складу світової мережі біосферних резерватів у складі білатерального румунсько-українського біосферного резервату «Дельта Дунаю».

## Загальні дані
Адміністрація заповідника та головний офіс знаходяться в м. Вилкове.
Адміністративна структура та відомча приналежність: Заповідник має службу охорони природи, науковий та еколого-освітний підрозділи, господарчу частину. Заповідник підпорядкований Національній академії наук України.

## Територія та історія створення

Картосхема сучасного зонування Дунайського біосферного заповідника НАН України

Створення заповідного об'єкту в українській частині дельти Дунаю розпочалося в 60-х роках минулого століття. Вченими Інституту гідробіології (м. Київ) та Інституту зоології ім. Шмальгаузена (м. Київ) НАН України було запропоновано створення зоологічного заказника в дельті Дунаю. У 1964 р. міжвідомчою нарадою з питань комплексного використання природних ресурсів дельти Дунаю, яка проходила під егідою Академії наук України, було рекомендовано створити заповідник в українській частині дунайської дельти. І вже у 1967 р. Постановою Ради Міністрів УРСР № 490 от 24 липня в дельті річки Дунай створена природоохоронна зона з режимом пам'ятника природи республіканського значення. До нього увійшли смуга плавневих земель вздовж прибережної частини Чорного моря шириною 1 км вглиб материка (всього 3 тис. га) та однокілометрова смуга морської акваторії.
У 1973—1978 рр. Радою Міністрів УРСР створюється Дунайська філія Чорноморського державного заповідника в системі Академії наук України на площі 7758 га, та згодом розширюється заповідна територія до 14851 га. Дельту Дунаю урядовим рішенням відносять до Рамсарських водно-болотних угідь, що мають міжнародне значення, головним чином як місця перебування водоплавних птахів
23 квітня 1981 року Рада Міністрів УРСР приймає постанову "Про організацію державного заповідника «Дунайські плавні» у віданні Академії наук України. Структурно заповідник був підпорядкований Одеському відділенню Інституту біології південних морів ім. О. О. Ковалевського.
В 1994 року природний заповідник «Дунайські плавні» підпорядковується Президії Національної академії наук України та стає самостійною юридичною особою. В цьому ж році Урядом України був підписаний договір зі Світовим Банком «Збереження біологічної розмаїтості в українській частині дельти Дунаю», який передбачав виділення фінансів на створення Дунайського біосферного заповідника. У виконанні робіт з цього проекту брало участь більше 60 наукових співробітників з багатьох наукових установ НАН України, вузів та інш., в тому числі заповідника. Результати цих досліджень за проектом висвітлені в численних наукових публікаціях і, насамперед, у монографії «Біорізноманітність Дунайського біосферного заповідника, збереження та управління» (1999 рік). Проект експонувався Україною на всесвітній виставці в Ганновері (2000 рік) в числі найуспішніших екологічних проектів.
Дунайський біосферний заповідник створено Указом Президента України «Про створення Дунайського біосферного заповідника» № 861 від 10 серпня 1998 року на базі природного заповідника «Дунайські плавні» загальною площею 46402,9 га.
Рішенням ЮНЕСКО від 2 лютого 1999 року ДБЗ включено до світової мережі біосферних заповідників у складі білатерального румунсько-українського біосферного резервату «Дельта Дунаю», завдяки чому одна із найбільших дельт світу стала практично повністю заповідною.
У 2004 році відповідно до Указу Президента України «Про розширення території Дунайського біосферного заповідника» № 117 від 2 лютого площу земель, що передаються ДБЗ у постійне користування, збільшено на 1295 га (за рахунок земель Кілійського району) та загальну територію розширено на 3850 га (землі Татарбунарського району), які надані без вилучення у землекористувачів.

Відповідно до зазначених Указів, а також з урахуванням результатів проведення землевпорядкувальних робіт, загальна площа ДБЗ складає 50252,9 га. Враховуючи процеси безперервного дельтоутворення до складу території ДБЗ автоматично входять всі новоутворення (острови, коси тощо) авандельти. Цей унікальний природний процес формування в дунайській дельті нової суші України та Європи, яка з самого початку отримує статус заповідної, є особливою рисою ДБЗ.

## Клімат
Клімат заповідника помірно континентальний з відносно короткою і теплою зимою та тривалим жарким літом. Зима найчастіше триває з середини грудня по першу декаду березня. Літо починається у першій декаді травня та триває до третьої декади вересня. Середньомісячна температура найспекотнішого місяця (липня) становить 23°С з абсолютним максимумом в 39°С. Середньомісячна температура січня коливається від −1°С до −5°С. Річна амплітуда середньодобових температур сягає 41,5 °С, а абсолютна — 70 °С. Тривалість сонячної радіації перевищує 2300 год./рік. Безморозний період триває до 200 діб, вегетаційний — до 235—245 днів.
Річна сума опадів коливається в діапазоні від 300 до 700 мм, і в середньому становить близько 400 мм. Випаровуваність звичайно в два рази перевищує кількість опадів і становить близько 800 мм/рік. Середньорічна температура води в дунайських руслах становить 12,7 °С. Річкові води найбільш прогріті в липні-серпні, коли їх температура в середньому становить 24,1 °С з максимумом в 27,6 °С.

## Рельєф, географія, гідрологія

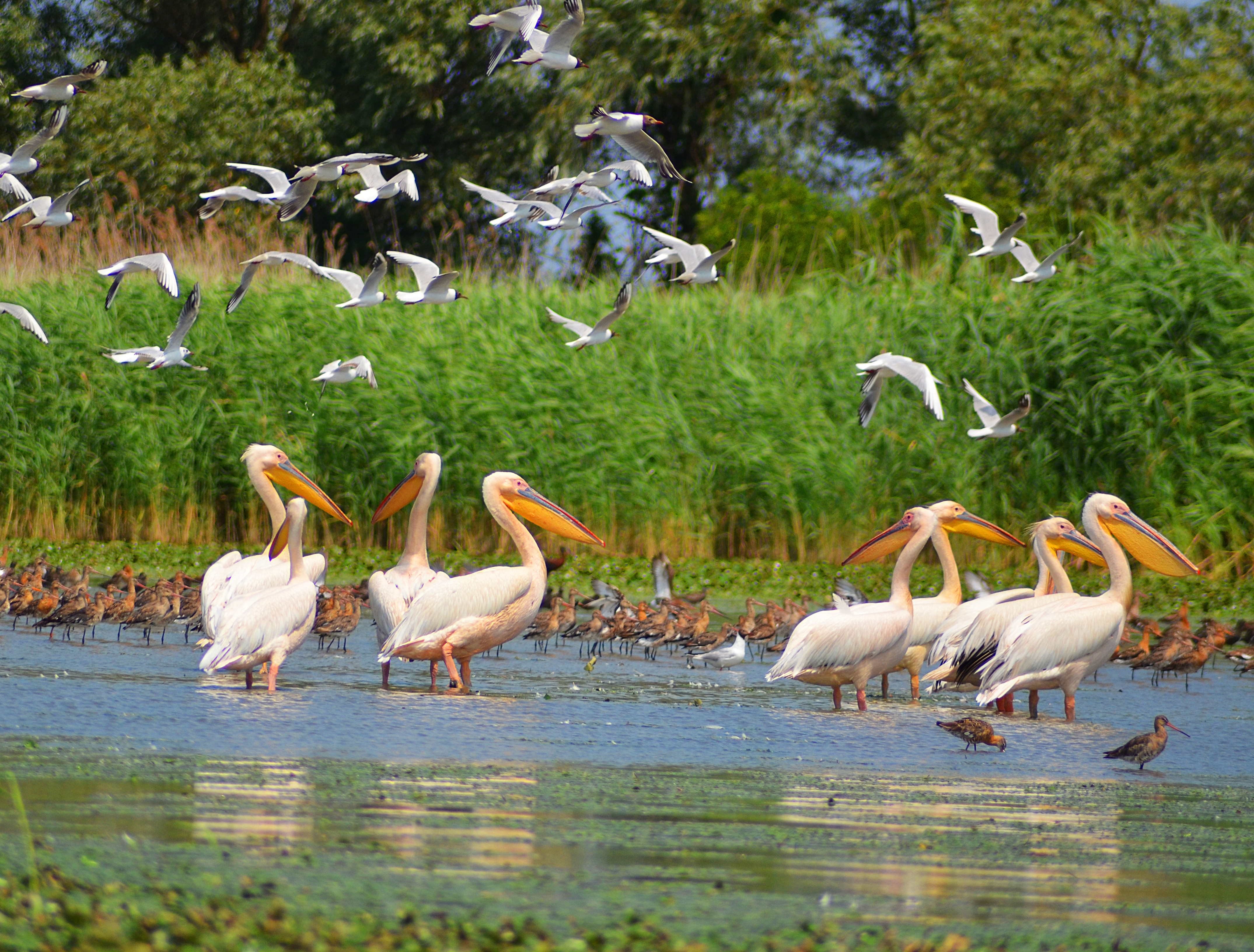
Типовий ландшафт заповідника

Рельєф заповідника рівнинний, поверхня майже горизонтальна з невеликим підвищенням в північній частині. Найбільш високими природними елементами території є піщані дюни Жебріянської гряди, приморські та прируслові гряди. За останні десятиріччя в результаті складування ґрунту від інтенсивних днопоглиблювальних робіт в північний частині дельти в районі порту Усть-Дунайськ виникли штучно підвищені рельєфні елементи.
В гідрологічному плані дунайська дельта має добре розвинену систему рукавів першого та другого порядків. При цьому міжруслові дельтові острови мають блюдцеподібну форму за рахунок підвищених прируслових (сформованих в результаті відкладів мулу в повеневий період на берегах водотоків) та приморських (виникли внаслідок хвильової активності моря із морського піску та твердого стоку річки) природних позитивних елементів дельтового рельєфу.
Гідрологічній режим заповідних територій майже повністю зумовлений гідрологією Дунаю. Протягом року річка приносить в гирлову область в середньому близько 203 км³ води. Значно більше половини цього об'єму припадає на Кілійський рукав, який живить заповідні угіддя. Рівень води в дельті значно змінюється по сезонам. Найбагатоводніші місяці — квітень, травень і, частково, червень. Найменший стік припадає на вересень — жовтень. Підвищення фонового рівню Чорного моря, яке спостерігається в останні десятиріччя, поширилося і на дельту Дунаю. Так, за період з 1963 по 1992 роки він біля міста Вилкове (18 км від моря) зріс на 17 см.
На рівень води в дельті Дунаю значно впливають згінно-нагінні вітрові явища. В виключних випадках під їх впливом вода в дельті може підніматись на метр і навіть більше. При цьому підсолена морська вода в придонному шарі нерідко досягає м. Вилкове.

## Ґрунтотворні породи та ґрунти
Первинна дельта Дунаю сформувалася в післяльодовиковий період із твердого стоку річки на місці Давньодунайського лиману. Вторинна (морська) дельта Кілійського рукава, що знаходиться нижче м. Вілкове, в геологічному плані досить молода. Її вік становить тільки близько 400 років. Створена вона на морських мілинах головним чином відкладами твердого стоку річки з домішками піску морського походження. Залишком давнього пасма морських дюн є сучасна піщана Жебріянська гряда.
Ґрунти дельти сформувалися на базі річкового алювію та морського піщаного субстрату в результаті дерново-лучного процесу в умовах сильного та тривалого зволоження. Для дельтових угідь найхарактерніші лучні, лучно-болотні, болотні ґрунти та солончаки. За механічним складом вони, переважно, важкосуглинисті та глинисті. На болотні ґрунти в дельті, природно, приходяться найбільші площі. Формуються вони практично на всіх занижених ділянках. Лучно-болотні ґрунти займають присхилові ділянки прируслових гряд і формуються в умовах тривалого затоплення. Значні площі в дельті займають новоутворені відклади приморських кіс і прибережних смуг островів. Вони звичайно є бідними на гумус та відзначаються невеликою вологоємністю. На алювіальних відкладах заплави Дунаю сформувалися дернові ґрунти різних типів. Засолені ґрунти представлені солончаками, в яких легкорозчинні солі розташовані на поверхні.

## Характеристика природних комплексів

### Вторинна (морська) дельта Кілійського рукава
Вторинна (морська) дельта Кілійського рукава Дунаю нижче м. Вилкове — найцінніша ділянка заповідника. Особливо велике природоохоронне значення має її передній край, де безперервно відбуваються інтенсивні процеси дельтоутворення. Серед усіх великих дельт середземноморського та чорноморського басейнів, вторинна дельта Кілійського рукава Дунаю найменше змінена людською діяльністю і природні процеси дельтоутворення виражені тут в максимальній мірі. Свідченням цих процесів є нові острови та коси, що постійно створюються у приморській зоні дельти.
В плані збереження біорізноманітності найбільше значення в цій ділянці заповідника має мозаїчна приморська смуга з прилеглими мілинами. Це найцінніші в природоохоронному плані угіддя усієї української частини дельти. Тут практично зосереджений основний як ресурсний, так і видовий потенціал заповідника. Своєрідними оазами біорізноманітності в дельті є розташовані вздовж водотоків прируслові заплавні ліси. Але майже суцільні очеретово-осокові зарості, якими представлені основні, віддалені від моря, площі дельтових островів в цьому плані значно бідніші.

### Жебриянська гряда

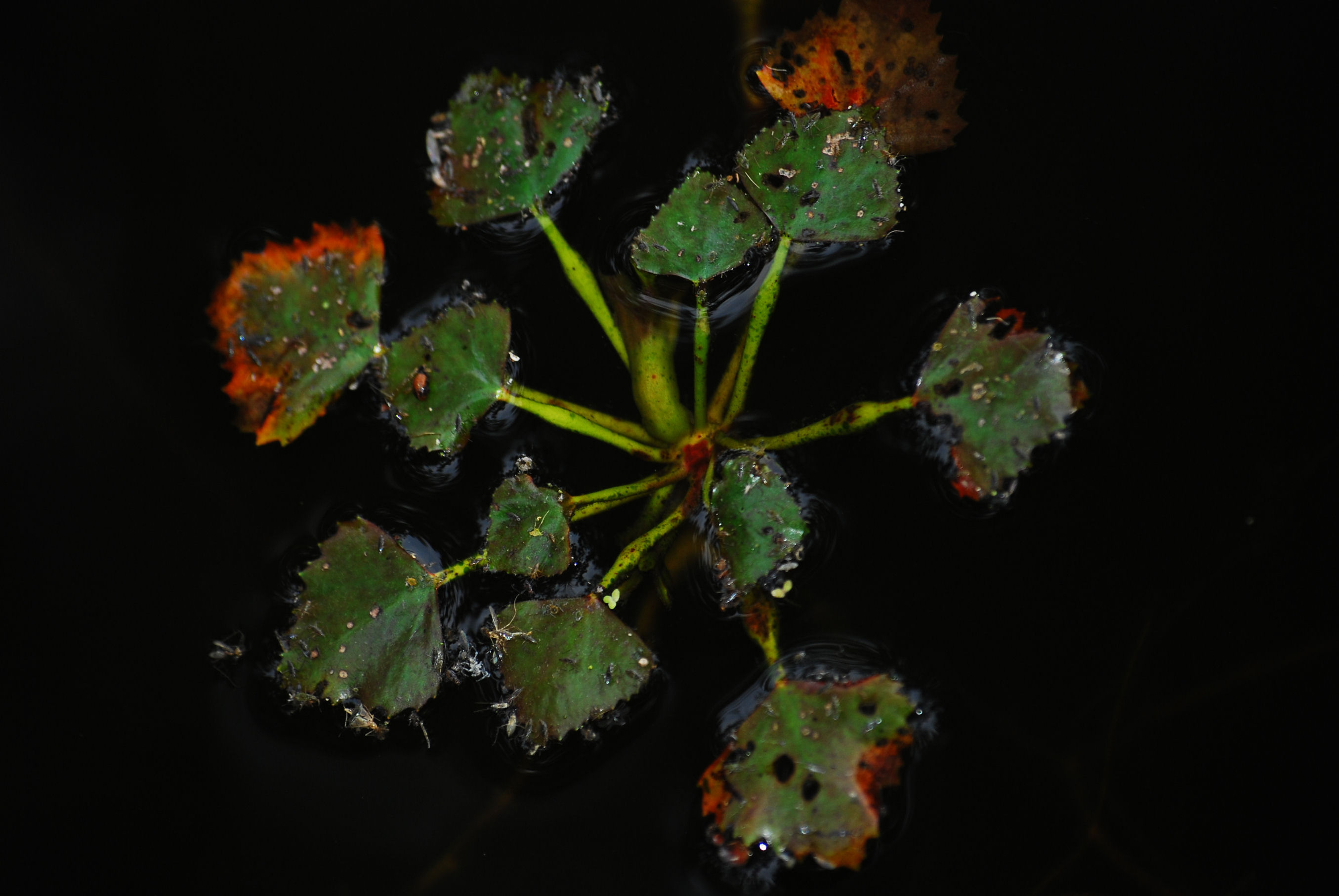
Водяний горіх — рідкісний вид, занесений до Червоної книги України

На фоні плавнів ця територія заповідника значно відрізняється в рельєфі і являє собою потужні відклади піску з прошарками пилуватого піску. Рельєф цієї ділянки сильно диференційований на слобозадерновані піщані кучугури з відносною висотою до 4-х метрів та міжгривневі зниження. На жаль, основна частина пасма вкрита штучними різновіковими насадженнями сосни кримської. Але й в цих умовах Жебріянське пасмо ще зберігає значний природоохоронний потенціал, в першу чергу за рахунок рідкісних псамофітних природних комплексів. Цьому в значній мірі допомагає диференційованність рельєфу і інших екологічних факторів та їхня динамічність. Певну природоохоронну, екологічну та наукову цінність також мають екосистеми та їх сукцесії підростаючого різновікового соснового лісу. Так, наприклад, тут формується досить цікавій для регіону лісовий орнітокомплекс.

### Стенцівсько-Жебриянівські плавні
Це досить цінний природний комплекс Дунайського біосферного заповідника. Попри те, що ця ділянка заплави повністю одамбована і її гідрологічний режим в значній мірі штучно регулюється, ще близько 10 років тому тут гніздилось до 50 % деяких фонових водоплавних та біляводних птахів всієї української частини дельти Дунаю. Проте зараз екосистема плавнів сильно деградована, головним чином за рахунок значного накопичення в ній живих та відмерлих решток очерету та, в меншій мірі, рогозу, які зайняли до 40 % об'єму води в угідді і стали причиною багатьох екологічних та економічних проблем. Ця територія потребує невідкладних заходів по її екологічному відновленню.

### Острів Єрмаків
Острів Єрмаків, площею 2333,7 га, є одним з найбільших островів в українській дельті Дунаю. Простягається з заходу на схід на 9,6 км та з півночі на південь на 3,6 км. У природному стані о. Єрмаків кожну весну підтоплювався паводковими водами Дунаю, які збагачували землю біогенами та живили рослинність острову. В сезон з високим рівнем води на острові формувалися нерестовища та місця для нагулу молоді риби. Луки на деякий час перетворювалися на озера, на яких харчувалися велика кількість птахів, в тому числі й «червонокнижних». Влітку рівень води на острові знижувався, залишаючи рослинність та збагачені ґрунти, а наступної весни цикл повторювався, створюючи умови для розвитку одного з куточків дельти Дунаю.
У 60-ті роки XX ст. острів був обнесений дамбами та осушений. Довгі роки на о. Єрмаків масово випасали худобу. Десятиліття перевипасу і відсутність затоплення призвели до деградації природної екосистеми острова. В 2009 році Всесвітній фонд природи (WWF), Дунайський біосферний заповідник, Кілійська районна адміністрація, орендар острова ТОВ «Єрмак» прийшли до єдиної думки щодо ренатуралізації острова. Дамби зносили вибірково, з майже 25 кілометрів знесли не більше кілометра — в ключових місцях.
Навесні 2010 р. було закінчено комплекс заходів у рамках програми ренатуралізації о. Єрмаків (розчистка старих внутрішніх та створення нових штучних проток острова, часткове роздамбування, обводнення острову, створення нових невисоких внутрішніх дамб, подібних до природних підвищень острову і т. ін.).
Вже перше затоплення острову весною 2010 р. призвело до позитивних результатів — активно почала розвиватись водно-болотна рослинність, збільшилась чисельність птахів водно-болотного комплексу, успішно віднерестились риби. Проведені роботи з ренатуралізації о. Єрмаків мають велике значення для відтворення і збереження видового різноманіття іхтіофауни, як водойм острову, так і всієї дельти Дунаю.

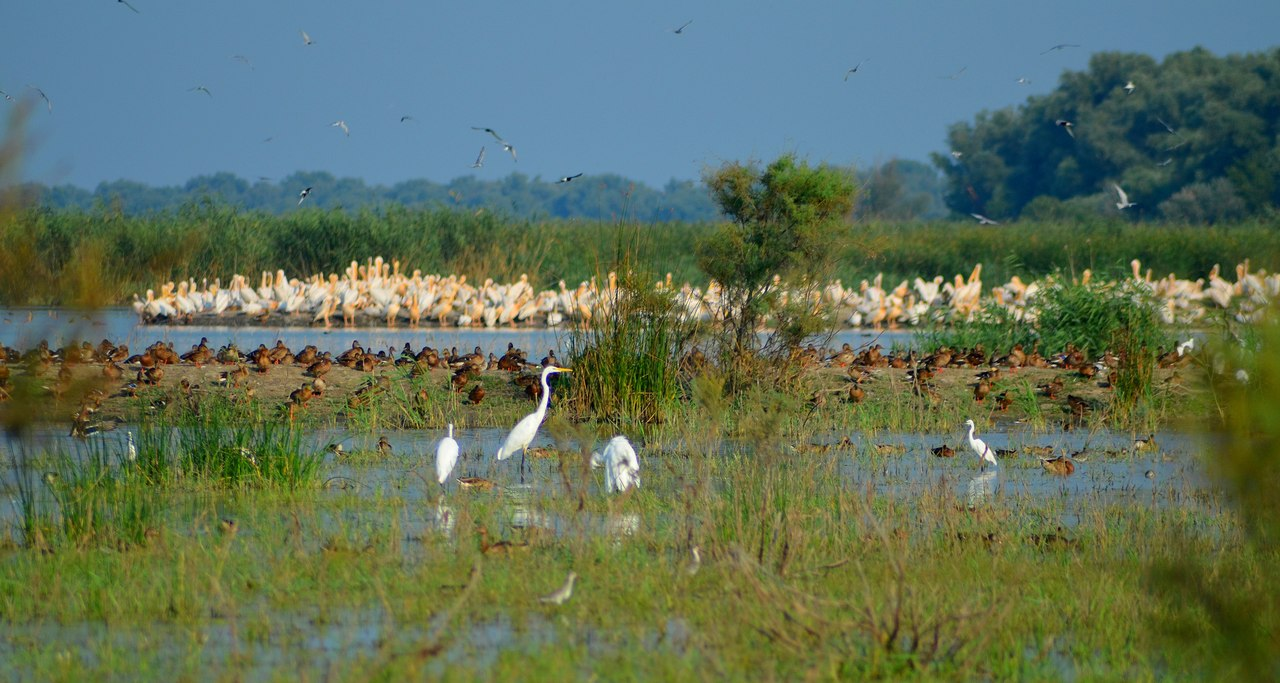
Пташине багатство о. Єрмаків

Зараз о. Єрмаків має велике значення для популяції птахів. На його території було відмічено перебування 220 видів птахів, що становить близько 80 % всіх відомих для фауни заповідника коло 53 % відомих для фауни України.

## Флора

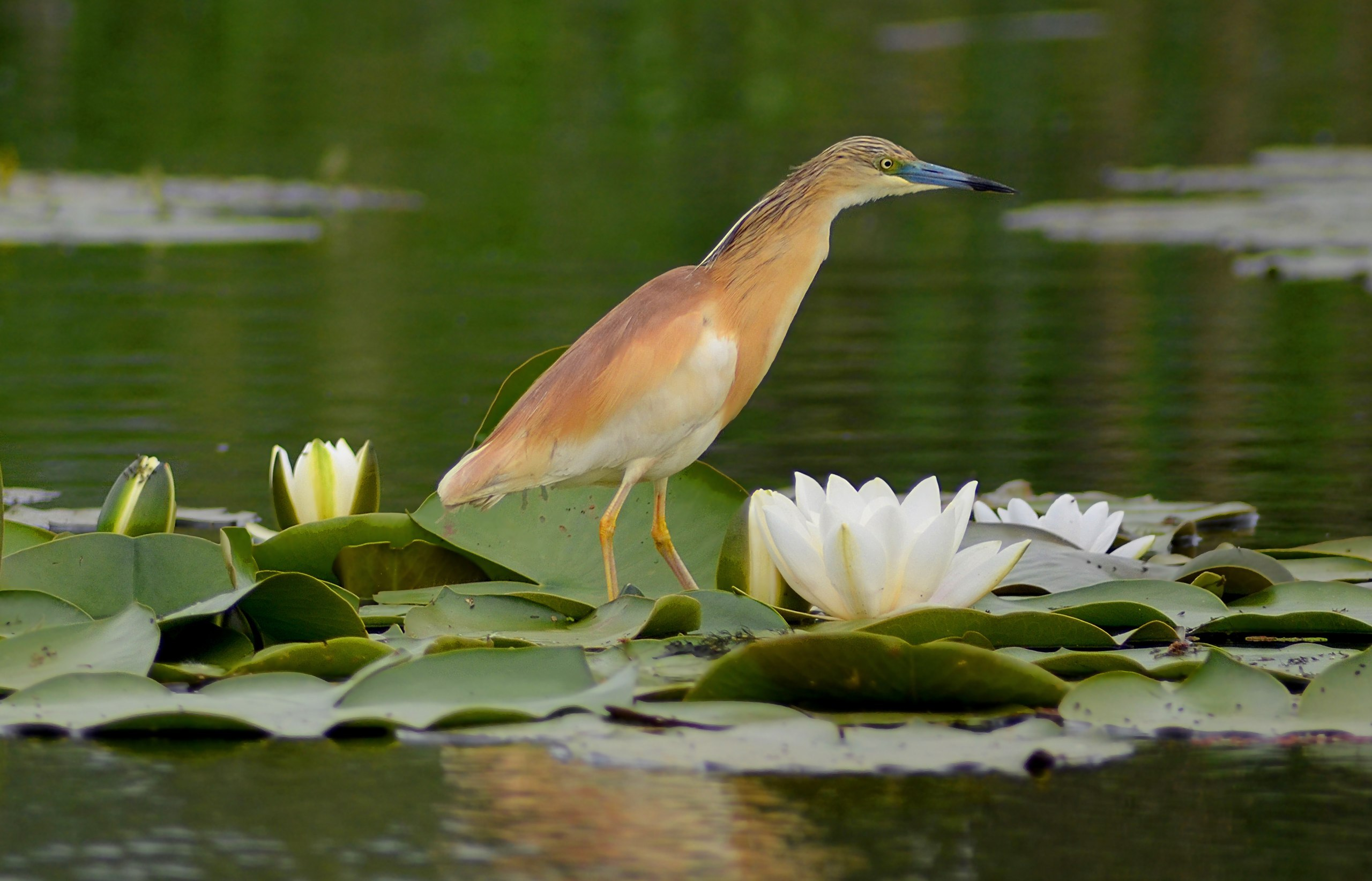
Чапля жовта на заростях латаття білого

Флора Дунайського біосферного заповідника нараховує близько 950 видів судинних рослин, які належать до 371 роду та 97 родин. Серед них значно переважають трав'янисті види (96,7 %). Основне ядро видового складу рослин утворює літоральний флористичний комплекс. Найбільшим різноманіттям відрізняється флора Жебріянської піщаної гряди. Спектр провідних родин складають Айстрові, Злаки, Бобові, Осокові, Хрестоцвіті, Лободові, Гвоздичні, Губоцвітні, Гречкові, Зонтичні, Жовтецеві, Шорстколисті, на яких припадає більше половини всіх видів. Переважна більшість видів рослин заповідника належить до ентомофільної групи.
В екологічному аспекті у складі флори заповідника переважають мезофіти (23,3 %), ксеромезофити (21,0 %), мезоксерофіти (17,0 %) та гігрофіти (13,2 %). Вони складають рослинність трав'яних боліт та болотистих лук, які займають в заповіднику найбільші площі.
У складі флори заповідника налічується 65 ендемічних видів чорноморсько-каспійського ендемічного комплексу. Вони відносяться до 44 родів та 21 родини. 16 видів рослин занесені до Червоної книги України. В заповіднику знаходяться найбільші в Україні зарості водяного горіха плаваючого та меч-трави болотної.
Значним числом представлені адвентивні види — 13,3 %. Вони, головним чином, приурочені до меліорованих земель, а також в значній кількості трапляються на алювіальних ділянках приморських гряд.

Рослинність заповідника являє собою територіально цілісну, але генетично різнорідну сукупність різних її типів: болотної, водної, лучної, галофітної, лісової та псамофітної. Провідним фактором, який визначає територіальний розподіл та співвідношення угрупувань різних типів є гідрологічний режим та інтенсивність алювіального процесу.

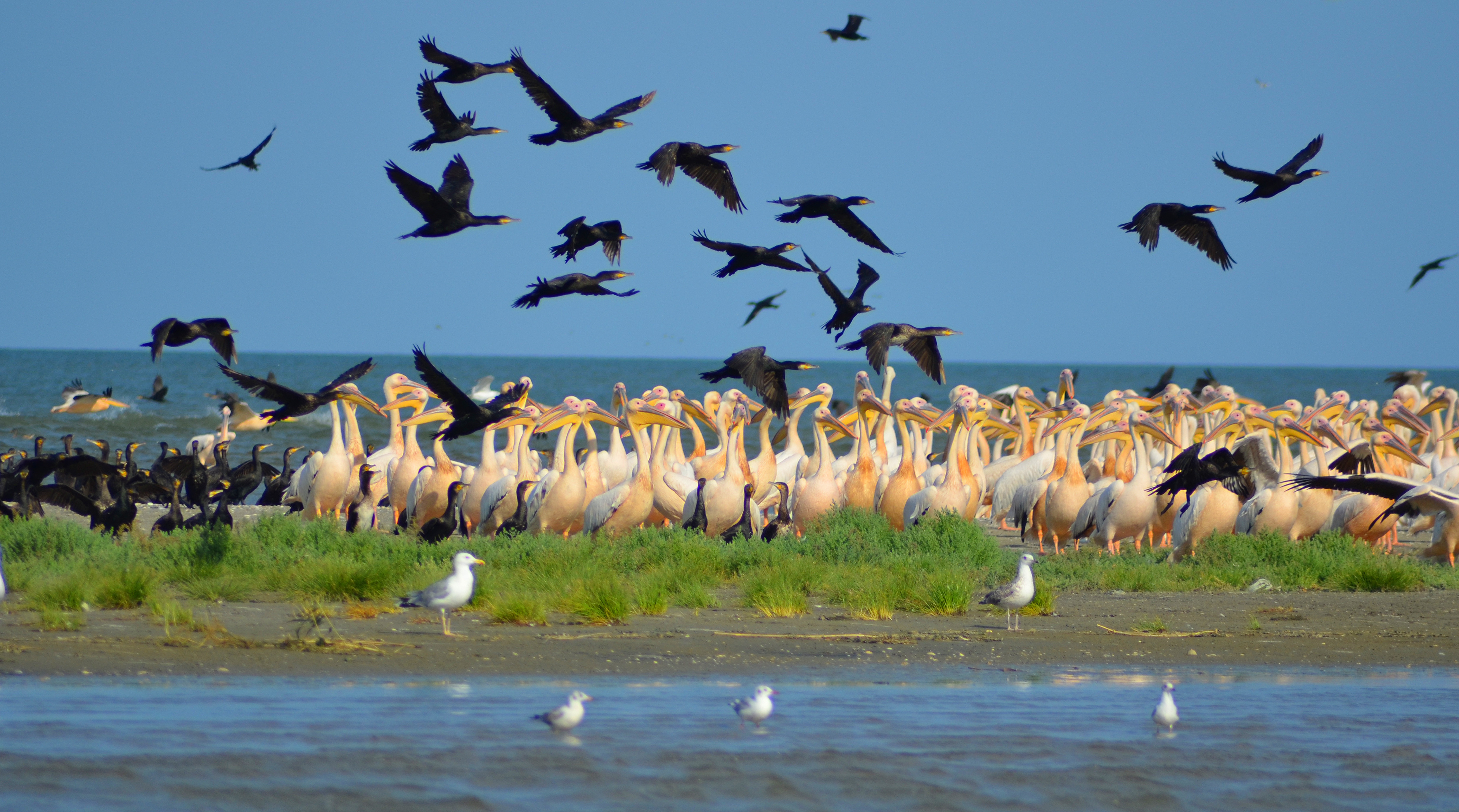
Рожеві пелікани та баклани великі в приморській частині дельти Дунаю

Основним компонентом рослинного покриву біосферного заповідника є болотна рослинність, яка займає більше половини його території. Друге місце належить водній рослинності. Вона представлена невкоріненими вільноплаваючими, вкоріненими зануреними, вкоріненими з плаваючими листками та повітряноводними формами. Лучна рослинність займає рівнинні ділянки прируслових та заплавних гряд і представлена угрупуваннями болотистих, засолених, справжніх та остепнених лук. Значні площі займає псамофітна рослинність. Основні її масиви приурочені до піщаних арен Жебріянської гряди.
Лісова рослинність заповідника є характерним елементом плавнів дельти Дунаю, хоч і не займає в ній значних площ. В її складі переважають різні види верб. Серед них найзвичайніші верба біла та верба ламка. Чагарникова рослинність, як і лісова є також характерним елементом дельти. Вона поділяється на чагарникову заплавну та чагарникову приморську. Найхарактернішим видом чагарникової приморської рослинності є обліпиха крушиновидна. Її зарості в заповіднику найбільші серед природних в Україні. Солонцева та солончакова рослинність не є характерним елементом плавнів Дунаю і представлена досить незначними площами.
Для території заповідника на сьогодні відомо 39 видів грибів, які належать до 21 роду. Це далеко не повний їх список, тому, що детальні мікологічні обстеження даної території практично не проводились.

## Фауна

Білуга (Huso huso)

По кількості видів фауни дельта Дунаю є чи не найбагатшим місцем у сучасній Європі. Досить повно тваринний світ представлений і на території Дунайського біосферного заповідника.

### Комахи
Для заповідника відомо 1937 видів комах, серед яких 40 занесено до Європейського червоного списку та Червоної книги України. Причому, згідно з оцінками експертів, це лише менше половини всіх видів комах, що реально мешкають на його території. Загальна кількість останніх оцінюється в 5,5 тисяч. Цікаво, що серед виявлених для заповідної території видів комах 7 є новими для науки.

### Риби
Фауна риб заповідника нараховує 107 видів, які належать до 39 родин. При цьому в заповідних водах зустрічаються всі 7 видів риб із Європейського червоного списку. А серед 32 видів риб, занесених до Червоної книги України, тут мешкає 15. Серед них і білуга — найбільша серед риб, що мешкають в прісних водах. 
Особливу роль відіграють Дунай, в тому числі і його заповідна акваторія, для збереження чорноморських стад прохідних осетрових риб. Серед всіх річок Чорноморського басейну тільки в Дунаї ще зберігся їх природний нерест. Промислові запаси основних видів річкових риб значно скоротилися після широкомасштабного обвалування пойми в 1960—70-х роках, що призвело до втрати близько 30 тисяч га нерестилищ. 
22 травня 2025 року, у Міжнародний день біорізноманіття, на території Дунайського біосферного заповідника відбулося зариблення Дунаю червонокнижними осетровими видами. Зокрема, у річку випустили 18 тисяч мальків стерляді та 13 900 осетра руського, з них 1 900 — за підтримки WWF-Україна.

### Земноводні і плазуни

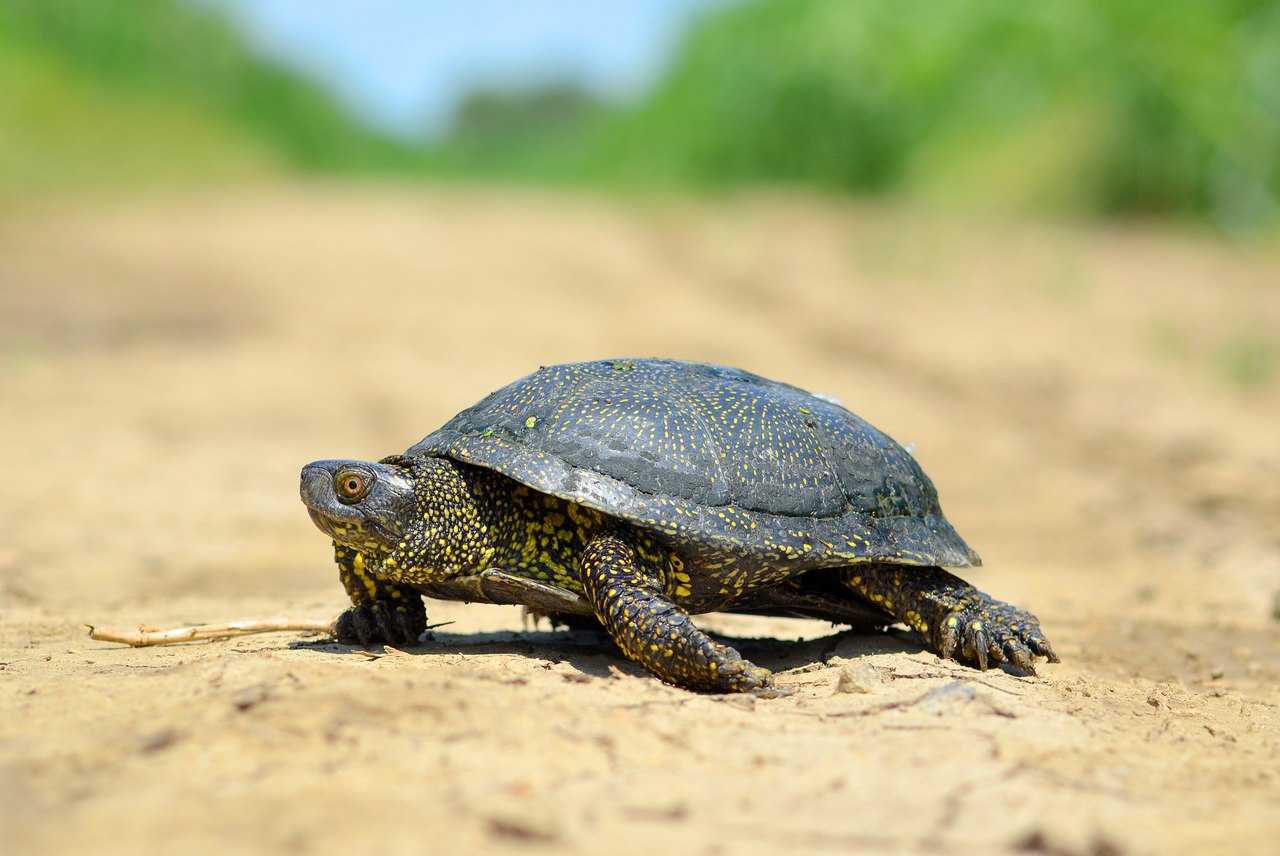
Черепаха болотяна європейська (Emys orbicularis)

Фауна заповідника майже повністю репрезентує батрахологічне різноманіття  Середньостепового Правобережжя і нараховує 11 видів земноводних, які належать до 2 рядів, 6 родин і 6 родів. Аборигенна герпетофауна заповідника менш репрезентативна і нараховує 6 видів плазунів, які належать до 2 рядів, 3 родин і 5 родів. Фауністичне ядро складають європейські та понтійсько-середземноморські види амфібій і рептилій. 
Серед земноводних найчисельнішими є жаби озерна та їстівна, квакша звичайна  і тритон дунайський, а серед плазунів — черепаха болотна і вуж звичайний. 
Черепаха болотна і ящурка піщана занесені до Червоного списку МСОП і Європейського Червоного списку, тритон дунайський — до Червоної книги України. Всі інші види герпетофауни заповідника перебувають під охороною Бернської конвенції.

### Птахи

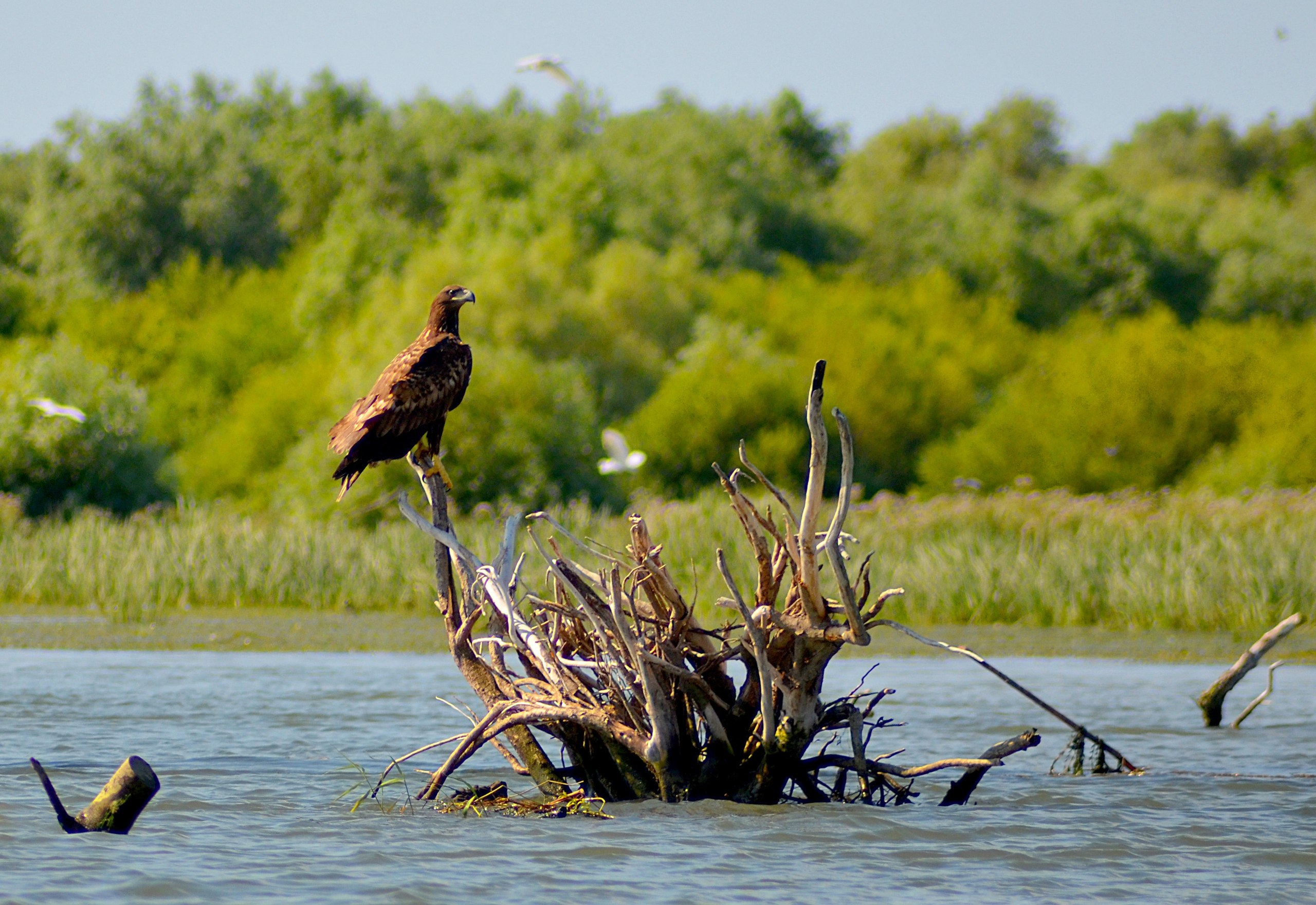
Орлан-білохвіст (Haliaeetus albicilla)

На території всієї дельти р. Дунай відмічене перебування понад 350 видів птахів. З 1946—2023 рр. на території ДБЗ відмічено перебування 302 видів, що становить близько 68 % орнітофауни України. Виходячи з того, що на суміжних з ДБЗ територіях (о. Зміїний та румунська частина дельти р. Дунай) відмічено близько 70 видів, які не були відмічені на території ДБЗ, можна припустити, що кількість видів на території ДБЗ є значно більшою і надалі з проведенням орнітологічного моніторингу їхня кількість в анотованому списку птахів ДБЗ може зростати.
Станом на 2023 рік загальний список птахів, що занесені до Червоної книги України (2021) змінився і складає 72 види (рис. 6.2.1). До Європейського Червоного списку занесені 11 видів, до списків МСОП – 47 видів; 294 види охороняється Бернською, 158 – Боннською, 46 – Вашингтонською конвенціями.
Серед колоніальних птахів територія Дунайського біосферного заповідника найвагоміша для малого баклана — до 1000 пар та косаря  — до 360 пар. Досить численні в заповіднику великий баклан, сіра, руда, мала та велика білі чаплі, квак, річковий та рябодзьобий крячки; також в заповіднику нерідкі кормові зграї рожевого пелікану, що налічують до кількох тисяч особин. Трапляється і кучерявий пелікан.
З рідкісних видів хижих птахів в заповіднику багато років гніздиться орлан-білохвіст.

### Ссавці

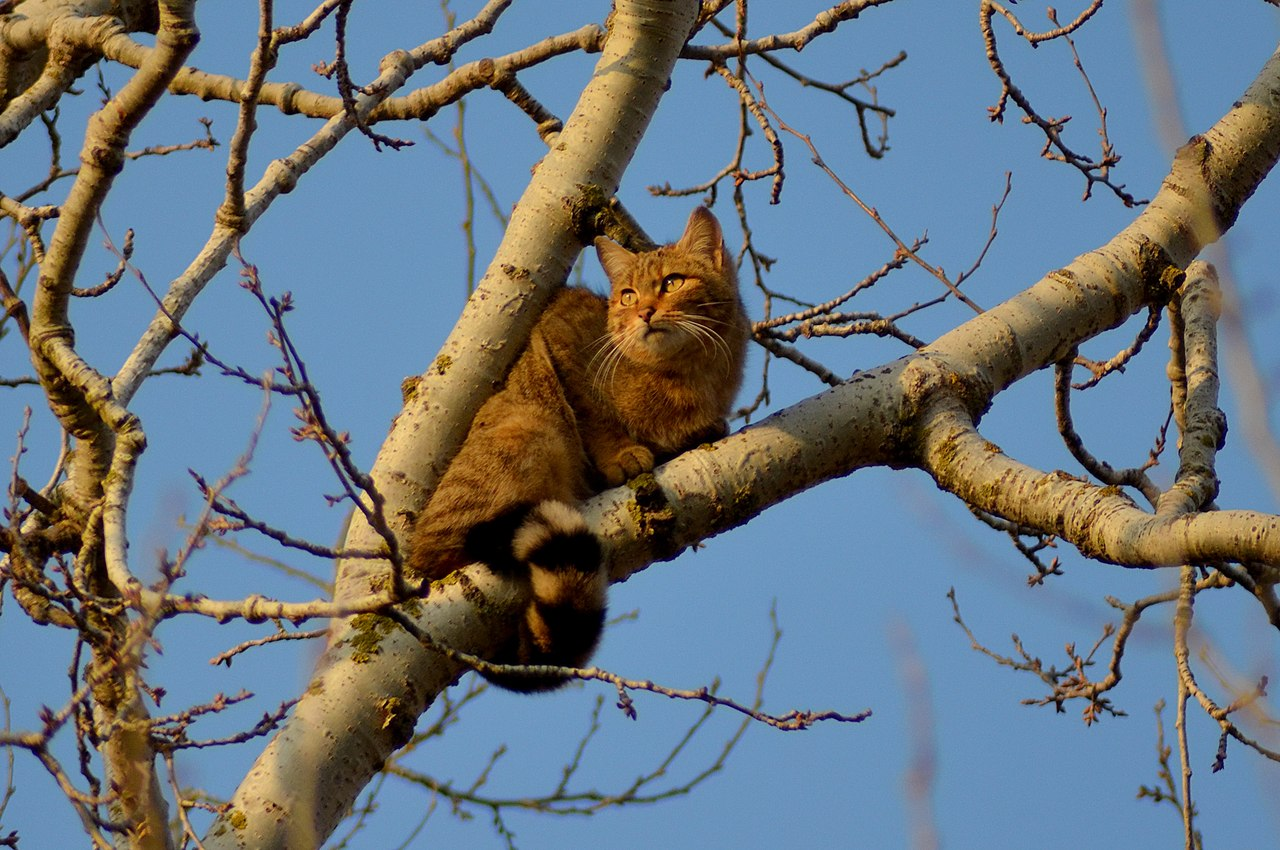
Кіт лісовий (Felis silvestris)

Ссавці в заповіднику представлені 45 видами. Серед них 7 занесено до Європейського червоного списку та 19 — до Червоної книги України. Для деяких з них — таких як норка європейська та кіт лісовий дунайські дельтові угіддя є дуже важливими для їх виживання в європейському масштабі.

## Освітня та екскурсійна робота
Візит-центр заповідника знаходиться в центральній частині м. Вилкове на вулиці Нахімова. Це окремий будинок з відокремленим подвір'ям. У візит-центрі наявні інформаційні, екологопросвітні, природознавчі, краєзнавчі експозиції. Зал візит-центру, місткістю близько 35 осіб, обладнаний сучасною теле-відеоапаратурою. Є відеотека фільмів природоохоронної орієнтації. Візит-центр відкритий як для місцевих жителів, в першу чергу школярів, так і для гостей заповідника та міста.
Окрім візит-центру відвідувачам заповідника запропоновано кілька постійних екскурсійних маршрутів: «Нульовий кілометр» та «Шлях до птахів».

## Боротьба із загарбниками земель заповідника
Згідно пресрелізу пресслужби Одеської обласної прокуратури від 4 квітня 2023 року, прокурори Одеської обласної прокуратури скерували до суду обвинувальний акт стосовно колишнього голови Кілійської районної державної адміністрації за фактом шахрайства та зловживання владою, що спричинило тяжкі наслідки державним інтересам (ч. 4 ст. 190, ч. 3 ст. 28 ч. 4 ст. 358, ч. 2 ст. 364 КК України). Слідством встановлено, що експосадовець спільно з колишніми керівником Держгеокадастру у Кілійському районі та громадським помічником одного із сільських голів у Кілійському районі розробили злочину схему із заволодіння земельними ділянками у привабливому для їхнього подальшого комерційного продажу або володіння курортному місці, на самому узбережжі Чорного моря. Спільники, під виглядом безоплатної приватизації, на підставі підроблених документів, передавали у приватну власність родичам і знайомим під індивідуальне дачне будівництво землі лісогосподарського призначення, які одночасно є територією Дунайського біосферного заповідника. У такий спосіб зловмисники заволоділи 28 земельними ділянками загальною площею 2,8 га (0,10 га кожна), спричинивши державі майже 9 млн грн збитків.